# Гуркхи

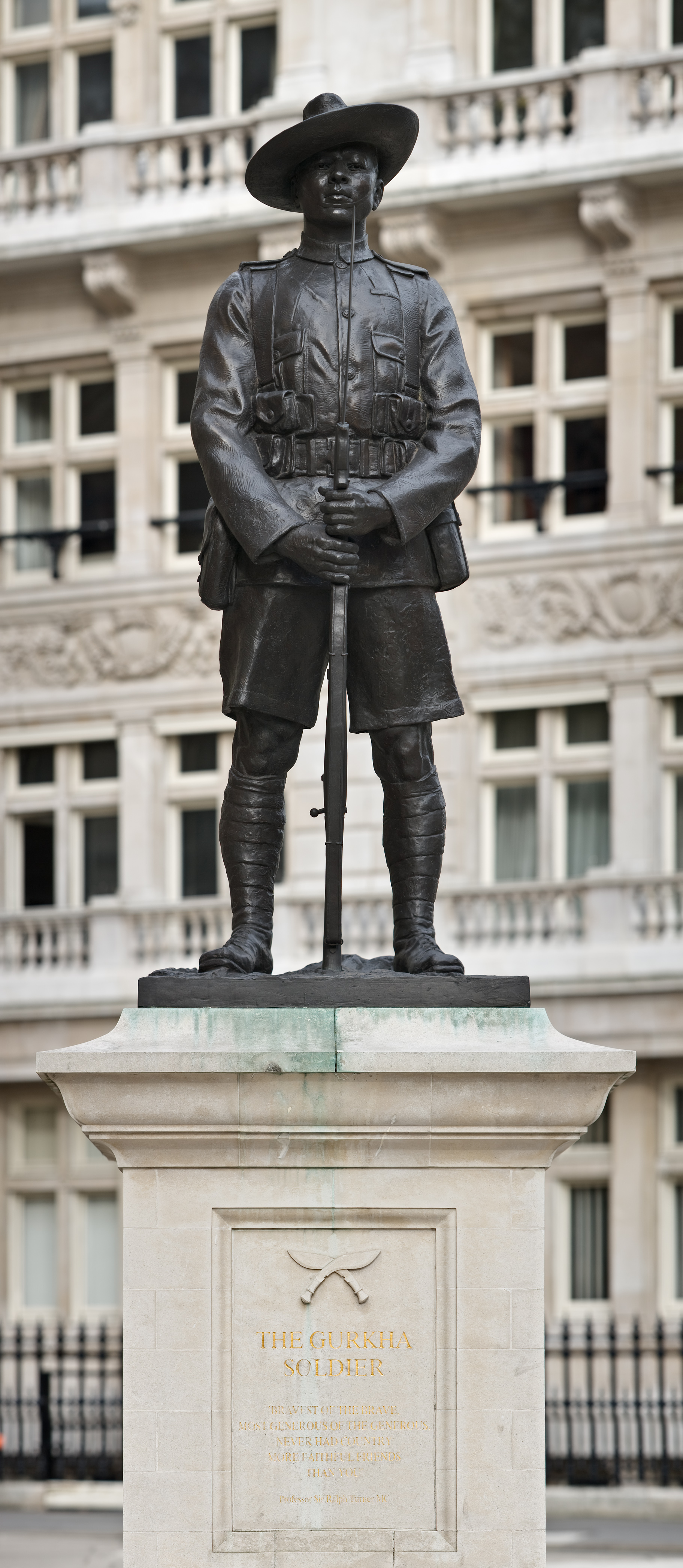
Пам'ятник гуркхам у Лондоні, біля будівлі Міністерства оборони Великої Британії

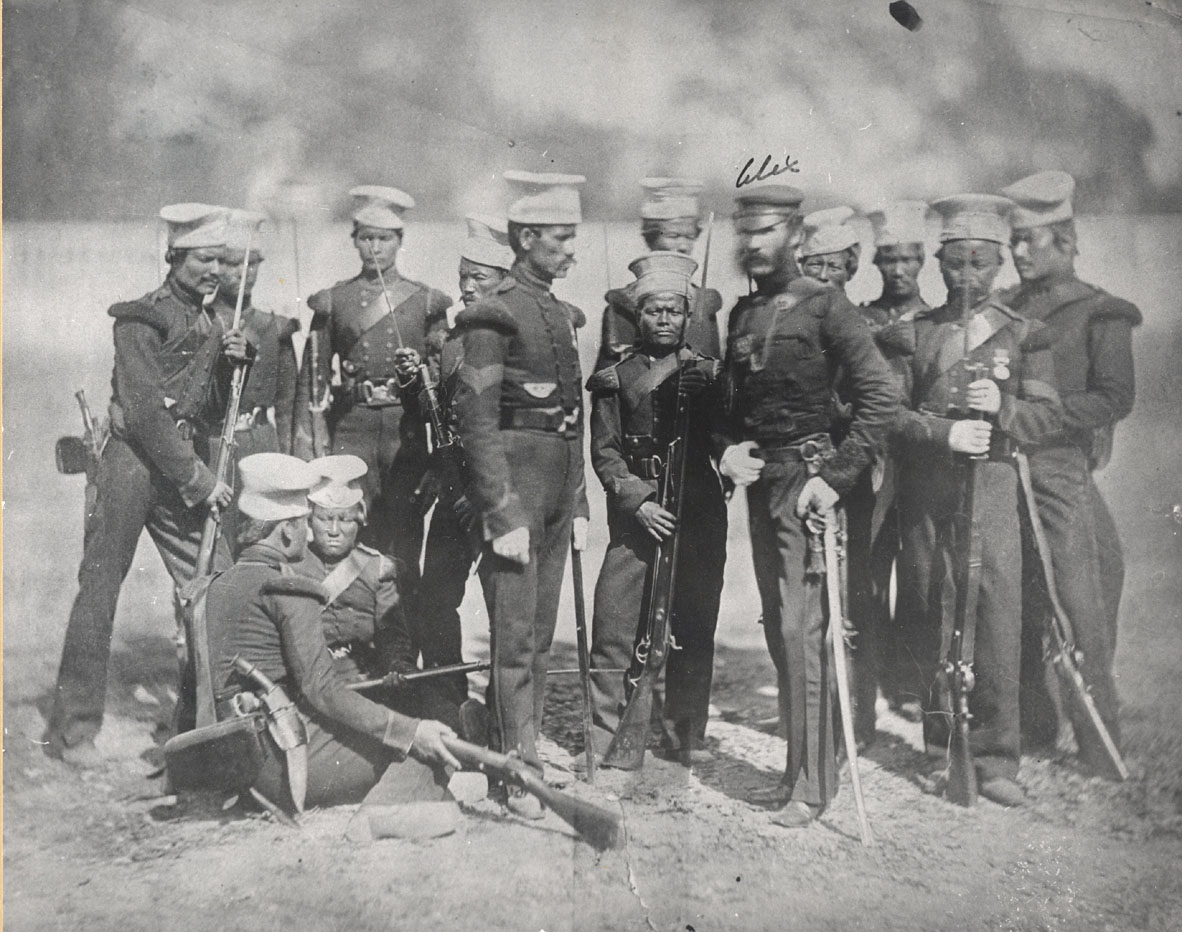
Гуркхи. 1857рік

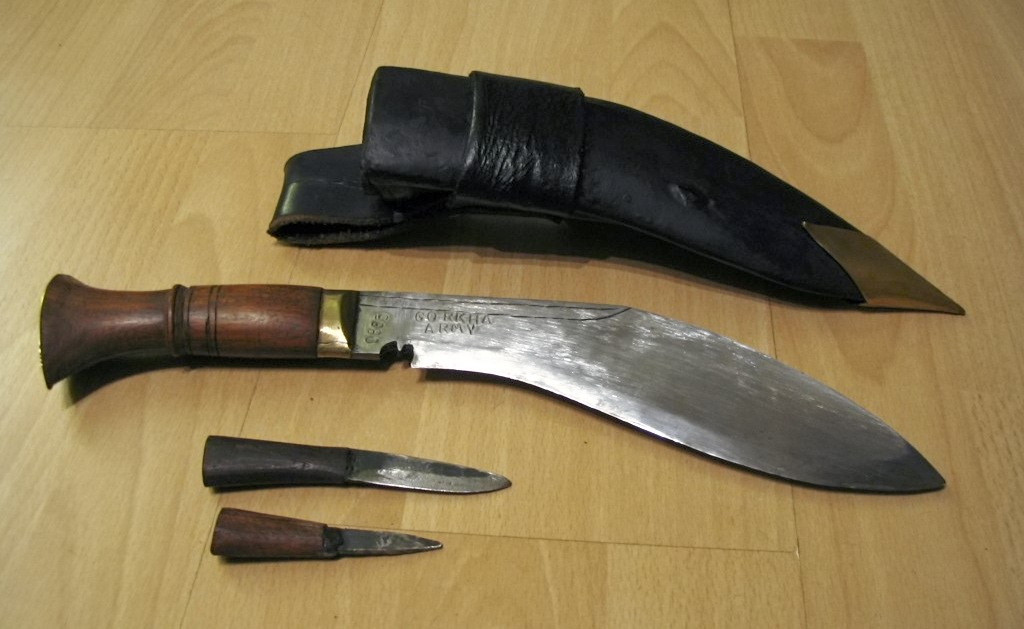
Ніж гуркхів кукрі

Гу́ркхи також Ґу́ркги (гурки) (англ. Gurkha, неп. गोर्खा) — війська Великої Британії (спочатку — колоніальні війська) та Індії, які набираються з непальських добровольців. З'явилися в 1815 році. Гуркхи брали участь у придушенні антиколоніальних повстань в Індії (сикхів та сипаїв), та у англо-сикхських війнах. Також гуркхи воювали у Першій світовій війні проти ворогів Великої Британії на Близькому Сході і у Франції. У роки Другої світової війни гуркхи воювали в Африці, Південно-Східній Азії та Італії. У 1982 році гуркхи брали участь в Фолклендському конфлікті. В даний час чисельність гуркхів налічує 2500 солдат і офіцерів. В англійські королівські полки можуть потрапити юнаки не молодше 17 років. Мінімальний термін служби — 5 років. Гуркхів відрізняє сувора дисципліна, сміливість та вірність присязі.
У 1769 році князівство Горкха, від назви якого і походить англійське слово Gurkha (гуркхи), захопило контроль над територією сучасного Непалу. У 1814-1816 роках відбулася британо-гуркхська (англо-непальська) війна, в якій гуркхи чинили запеклий опір військам Британської Ост-Індської Компанії; за підсумками цієї війни Непал зробив ряд територіальних поступок, замість яких Компанія зобов'язалася виплачувати йому 200 тис. рупій щорічно. Мирний договір в основному визначив сучасні кордони Непалу і зробив державу залежною від британської корони.
З 1815 року почався набір гуркхських добровольців до лав британської колоніальної армії. Після того як англійці залишили Індію, гуркхи продовжують служити в Збройних Силах Індії і Великої Британії. За сучасними законами, гуркхи не вважаються найманцями так як вони повністю інтегровані в англійську військову систему і служать на тих же підставах, що і британські військовослужбовці. Аналогічні правила застосовуються до гуркхів на службі Індії.
Гуркхи належать до різних непальським етнічних груп. Бойовий вигук гуркхів «Jai Mahakali, Ayo Gorkhali» перекладають як «Слава Великій Калі, йдуть Гуркхи!». Традиційною зброєю гуркхів є бойовий ніж кукрі.